# Johan August Meijerfeldt den äldre
Johan August Meijerfeldt den äldre, född 1666 i svenska Livland, död 9 november 1749 på Sövdeborg i Skåne, var en svensk-livländsk militär, och från 1714 greve.

## Biografi
Johan August Meijerfeldt var son till överinspektorn Anders Meijer till Festen och Laisholm i Livland som naturaliserades som svensk adelsman och då antog namnet Meijerfeldt. Modern, Anna Catharina Wolf till Dert, var dotter till kungliga kommissarien och myntmästaren i Riga, Mårten Wolf och syster till Henrik Wolf som adlades i Sverige med namnet Wolfensköld. Johan August Meijerfeldt var andre sonen av tre.
Han började sin bana som frivillig i von Pahlens regemente till häst, och befordrades därefter i en rad värvade regementen tills han 1701 blev överstelöjtnant i Åbo och Björneborgs läns kavalleriregemente.
Meijerfeldt blev generalmajor i kavalleriet 1704, generallöjtnant 1710, kommendant i Stettin 1711,  general och generalguvernör i Pommern 1713. Samma år blev han utnämnd till kungligt rikskansliråd och blev senare tillförordnad kanslipresident 1719-1720. Meijerfeldt var en av få generaler som Karl XII anförtrodde självständigt befäl och han ledde en karolinsk ryttarkår till seger mot en till antalet överlägsen sachsisk styrka i slaget vid Posen 1704. Han deltog i slaget vid Poltava 1709 och slaget vid Helsingborg 1710. Han var därefter kommendant i Stettin 1710–1711, försökte i Bender 1711 utföra en beskickning till Konstantinopel och var därpå generalguvernör i Pommern 1713–1747. 
Meijerfeldt anslöt sig efter Karl XII:s död till det Holsteinska partiet, vilket stödde hertigen Karl Fredrik av Holstein-Gottorp tronanspråk. 
År 1705 upphöjdes han och hans yngre bror Wolmar till friherrar, men hann inte introduceras innan han 1714 upphöjdes till greve. Han skrev sig greve till Nehringen i svenska Pommern, samt friherre till Sövdeborg, Ågerup, Näsby, Wiggebyholm och själländska Gammel-Kjöge.
Meijerfeldt gifte sig första gången 1707 med Anna Maria Törnflycht, dotter till Olof Hansson Törnflycht. Deras enda barn, Carolina, dog ung. Efter hustruns död 1715 gifte han om sig 1717 med Brita Barnekow. I andra äktenskapet föddes Johan August Meijerfeldt den yngre.